# Daniel Lanois
Daniel Lanois (Gatineau, 19 de setembre de 1951) és un productor i músic quebequès. Ha produït discos per a un gran nombre d'artistes i ha compost uns quants propis. Ha treballat amb Bob Dylan, U2, Peter Gabriel, Robbie Robertson, Ron Sexsmith i Brian Eno, entre d'altres.

## Trajectòria
El 1981, Lanois va tocar i va produir l'àlbum "This Is The Ice Age" de Martha And The Muffins. El 1985 va guanyar un premi CASBY pel seu treball a un àlbum de Martha and the Muffins.
Lanois va treballar en col·laboració amb Brian Eno en alguns dels projectes d'Eno, un dels quals va ser el tema principal de l'adaptació cinematogràfica de David Herbert de Dune de Frank Herbert. Eno ho va convidar a coproduir l'àlbum d'U2 The Unforgettable Fire. Juntament amb Eno, va passar a produir The Joshua Tree d'U2, el guanyador del Grammy Award el 1987 per l'àlbum de l'any, i algunes de les altres obres de la banda, incloses Achtung Baby i All That You Can't Leave Behind, totes dues nominades pel mateix premi, però que no van guanyar. Lanois una vegada més va col·laborar amb U2 i Brian Eno en l'àlbum de 2009 de la banda, No Line on the Horizon. Va estar involucrat en el procés de composició, mescla i producció.
Els primers treballs de Lanois amb U2 el van portar a ser contractat per a produir àlbums per a altres artistes. Va col·laborar amb Peter Gabriel al seu àlbum Birdy (1985), la banda sonora de la pel·lícula d'Alan Parker del mateix nom, i posteriorment va passar la major part de 1985 coproduint l'àlbum de Gabriel So, que es va llançar el 1986 i es va convertir en el seu llançament més venut, guanyant vendes de multi-platí i una nominació al Grammy com a Àlbum de l'Any. Lanois més tard va coproduir l'àlbum de seguiment de Gabriel, Us, que es va llançar el 1992 i també va ser disc de platí.
Bono va recomanar Lanois a Bob Dylan a finalitats de la dècada de 1980; el 1989, Lanois va produir l'àlbum de Dylan Oh Mercy. Vuit anys més tard, Dylan i Lanois van treballar junts a Time Out of Mind, que va guanyar un altre Premi Grammy per Àlbum de l'Any el 1997. En la seva autobiografia Chronicles, Vol. 1, pàg. 1, Dylan descriu en profunditat la relació laboral conflictiva però gratificant que va desenvolupar amb Lanois.
Wrecking Ball, la seva col·laboració el 1995 amb Emmylou Harris, va guanyar un Premi Grammy el 1996 al Millor Àlbum Folklòric Contemporani. El 1998, va produir i va aparèixer en l'àlbum de Willie Nelson, Teatre.
Lanois estava treballant en el disc Le Noise de Neil Young al juny de 2010 quan va ser hospitalitzat després de sofrir múltiples lesions en un accident de motocicleta a l'àrea de Silver Lake a Los Angeles. S'ha recuperat des de llavors. La producció de Lanois és recognoscible i notable pel seu so de bateria "potent" i "en viu", guitarres atmosfèriques i reverberació ambiental. Rolling Stone va qualificar Lanois com el "productor discogràfic més important que va sorgir en els anys vuitanta".

## Discografia
- Venetian Snares x Daniel Lanois (2018)
- Goodbye To Language, 2016
- Flesh And Machine, 2014
- Black Dub, 2010
- Here is what is 2008
- Belladonna 2005
- Shine 2003
- Sling Blade 1996
- Lost in Mississippi 1996
- Sweet Angel Mine 1996
- For the Beauty of Wynona 1993
- Acadie 1989

## Com a productor
- Battle Born – The Killers, 2012 (coautor de "The Way It Was", "Heart of a Girl", i "Be Still").
- Honest Mistake - Jim Wilson, 2012.
- Le Noise 2010- Neil Young
- No Line on the Horizon 2009- U2
- All That You Can't Leave Behind 2000- U2
- The Million Dollar Hotel (BSO) 2000
- Power Spot 2000 - Jon Hassell
- Teatro 1998 - Willie Nelson
- 12 Bar Blues 1998 - Scott Weiland
- Brian Blade Fellowship 1998 - Brian Blade
- Time Out of Mind 1997 - Bob Dylan
- Fever In Fever Out 1996 - Luscious Jackson
- Night to Night 1996 - Geoffrey Oryema
- Wrecking Ball 1995 - Emmylou Harris
- Ron Sexsmith 1994 - Ron Sexsmith
- Last of the Mohicans (BSO) 1993
- Us 1992 - Peter Gabriel
- Flash of the Spirit 1992 - Jon Hassell i Farafina
- Achtung Baby 1991 - U2
- Oh Mercy 1989 - Bob Dylan
- Yellow Moon 1989 - Neville Brothers
- Robbie Robertson 1988 - Robbie Robertson
- The Joshua Tree 1987 - U2
- So 1986 - Peter Gabriel
- Voices 1985 - Roger Eno
- Birdy 1985 - Peter Gabriel
- Hybrid 1985 - Michael Brook
- The Unforgettable Fire 1984 - U2
- The Pearl 1984 - Harold Budd
- Apollo: Atmospheres and Soundtracks 1983 - Brian Eno
- Parachute Club 1983 - Parachute Club
- On Land 1982 - Brian Eno